# Summer Madness (Leadの曲)
「Summer Madness」（サマー・マッドネス）は、男性4人組ダンスユニットLeadが2006年6月21日に発売した11枚目のシングルである。

## 概要
初回盤（CD+DVD）と通常盤（CDのみ）の2形態で発売。ともにジャケットが異なる。通常盤は期間限定でトレーディングカード1枚（全3種）封入。
オリジナル曲3曲入りのシングルは本作がLead初である。

## 収録曲

### CD
1. Summer Madness
（作詞：ナイス橋本 / 作曲：田中靖憲、ナイス橋本 / 編曲：村カワ基成）
日本テレビ系『いただきマッスル!』7月エンディングテーマ
2. 僕が月に祈る夜
（作詞：yury / 作曲、編曲：小林洋介）
3. ONE
（作詞、作曲：蔦谷好位置 / 編曲：本山清治）
4. Summer Madness (Instrumental)

### DVD
※初回盤のみ
1. Summer Madness (PV)
2. オフショット映像